# Mathias Will

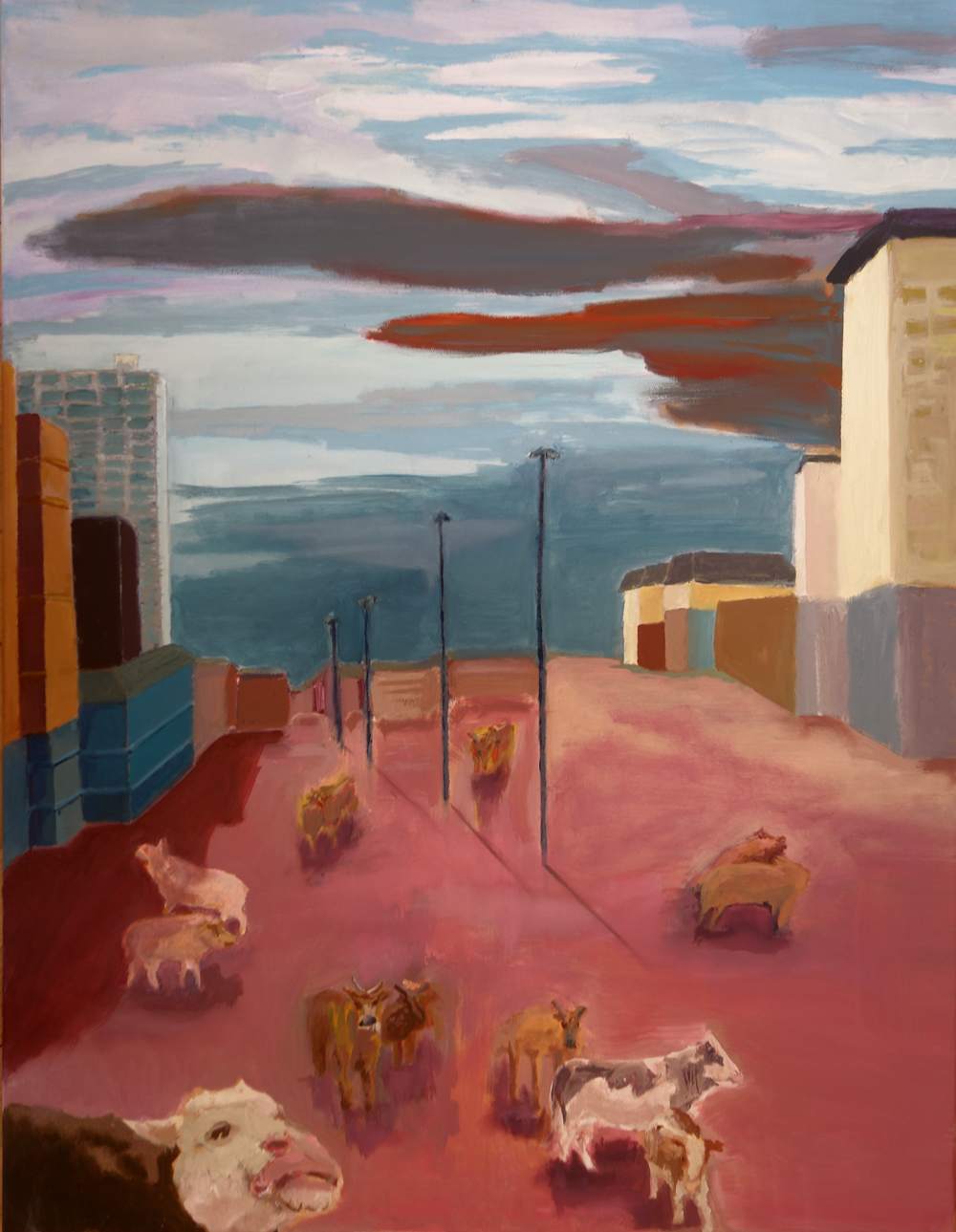
Mathias Will: Haustiere Exkursion Bauhaus (2019)

Mathias Will (* 9. November 1965) ist ein deutscher Künstler, Autor und Filmemacher. Er lebt und arbeitet in Hamburg.

## Leben und Ausbildung
Mathias Will legte 1986 das Abitur ab und war 1993 Gaststudent an der Hochschule für bildende Künste Hamburg, wo er erste Filmprojekte realisierte. In den Jahren 2000/2001 absolvierte er eine Ausbildung zum Multimediadesigner an der SAE Hamburg. Von 2006 bis 2015 erhielt er eine malerische Ausbildung bei den Künstlerinnen Nushin Morid und América Mendez, beide Mitglieder im Berufsverband Bildender Künstlerinnen und Künstler. 2021 nahm er an der Sommerakademie „Pentiment“ an der HAW Hamburg bei Katja Kelm teil.

## Künstlerisches Werk
Will arbeitet in den Bereichen Performance, Installation, Grafik, Malerei, Film und Literatur. Seine Performances und Installationen zielen häufig auf Unterbrechungen alltäglicher Routinen, seine filmischen Arbeiten zeichnen sich durch einen nicht-narrativen, experimentellen Ansatz aus. Auch seine Malerei und Grafik thematisieren oft Übergänge, Wiederholungen und das Alltägliche. Als Autor verfasst er Kurzgeschichten, die in verschiedenen Anthologien und Zeitschriften veröffentlicht wurden. Seit 2022 nimmt Will regelmäßig an der öffentlichen Lesereihe Hamburg liest draußen teil, die vom Writers Room Hamburg organisiert wird.

## Film
1993 entstand in Zusammenarbeit mit Martin Heckmann der dokumentarische Filmessay OWO (45 Min., 16 mm), der auf dem Internationalen Dokumentarfilmfestival in Leipzig Premiere hatte und im Material Verlag der HFBK Hamburg in der Sammlung Von Politik, Sex und anderen Dingen veröffentlicht wurde. 1997 folgte der experimentelle Spielfilm Gesichte (30 Min., 16 mm, Farbe), Premiere in Hamburg. 2016 präsentierte er den Kurzfilm Identity – Identität (11 Min.) auf dem Festival BIDEODROMO in Bilbao. Sein Kurzfilm MyLandMyPeople hatte 2021 Premiere beim Festival „Frostbite“ in Colorado Springs.

## Publikationen
Mathias Will veröffentlichte seit den 1980er-Jahren zahlreiche Kurzgeschichten, unter anderem in folgenden Publikationen:
- Das Urteil. In: Michael Batz (Hrsg.): Wut in der Republik – Klartexte. Rowohlt Taschenbuch Verlag, Reinbek 1987, ISBN 3-499-18413-3, S. 95–97.
- Idealer Bittbrief. In: Decision – Zeitschrift für deutsche und französische Literatur. Nr. 36 (1997), herausgegeben von Stefanie Weh, ISSN 0935-8110, S. 44–47.
- Blaue Lagune. In: Jürgen Abel, Robert Galitz, Wolfgang Schömel (Hrsg.): Hamburger Ziegel – Jahrbuch für Literatur. Band 7. Dölling und Galitz Verlag, Hamburg 2000, ISBN 3-933374-65-0, S. 375–377.
- Das Fundstück. In: Sven Amtsberg, Heine Sven (Hrsg.): Kaffee.Satz.Lesen 1–12. Mairisch Verlag, Hamburg 2005, ISBN 3-938539-03-8, S. 135–138.
- Beiträge zum Hamburger Literaturtelefon / Weblesungen, u. a. „Die U-Boot Fahrer“, „Fire – I think this will burn“, „Liebe / Schmerz“ Audiobeiträge
- Illustration in theNewerYork. Issue 2, ISBN 978-1-4675-3383-6 (2012) Seiten 4 und 22

## Ausstellungen (Auswahl)

### Einzelausstellungen
- 2012, 2014, 2015: Einzelausstellungen im Rahmen der Ausstellungsreihe puzzelink_evidenz[6]
- 2024: Drei maskierte Männer im Morgengrauen gegen einen Baum, Die Bedürfnisanstalt, Hamburg[7]

### Gruppenausstellungen
- 2004: Das Auto und Ich, das Auto an sich, Videoinstallation im Feld für Kunst, Hamburg[8]
- 2005: Nebelscheinwerfer / Die goldene Karosse, mit Ralf Jurszo, Einstellungsraum e.V., Hamburg[9]
- 2009–2018: Langzeitprojekt Lieblicher Ort in Hamburg, Spaziergänge mit Lesungen und Performances im öffentlichen Raum, in Zusammenarbeit mit Ralf Jurszo und KIÖR e.V., gefördert durch die Kulturbehörde Hamburg.[10][11][12]
- 2012: Teilnahme an der Ausstellung Position, Katalog im Verlag für permanente Kunst[13][14]
- 2013: Galerie beim Engel, Luxemburg, gemeinsam mit Robi Gottlieb und Iris Schieferstein (Einladung des Ministère de la Culture)[15]
- 2015: A Poética do Visual, Museu da Cidade de Aveiro, Portugal[16]
- 2015: El hombre blanco. El último de su especie, Installation und Performance im Rahmen des MEM – Festival Internacional de Arte Experimental, Bilbao[17]
- 2016–2019: Teilnahme an Gruppenausstellungen in Ponte de Lima, Portugal (Re-Cognition, Lethes Art, Art in Lima)[18]
- 2016: Dada Lives! Blue Ash College, Ohio, USA (anlässlich 100 Jahre Dada)[19]
- 2016: Danke, wir brauchen nichts! Gruppenausstellung im Kunsthaus Hamburg[20]
- 2016: Teilnahme am Unnoticed Art Festival 2, Nijmegen, Niederlande[21]
- 2018: Tropical Issue, Galerie Schwalbe 54, Frankfurt[22]
- 2019: Starting from zero! (zum Thema Bauhaus), Casa da Arquitectura, Matoshinhos, Portugal
- 2020 und 2023: Teilnahme an Gruppenausstellungen in der Xpon-Art Galerie Hamburg (Körpe(h)rlich und preisgeben)[23][24]
- 2023: Jetzt:Alle! Kunsthaus Hamburg (BBK Hamburg)[25]
- 2023: Teilnahme an: Lacuna Festival Metamorphosis, Arrecife, Lanzarote[26]
- 2024: Mutter, Lichthof Theater, Hamburg (kuratiert von Anne Vaupel)[27]

## Stipendien
2021 erhielt Mathias Will ein Stipendium der VG Bild-Kunst und der Beauftragten der Bundesregierung für Kultur und Medien (BKM) zur Entwicklung des Projekts Bretons Nadja in Berlin.

## Mitgliedschaften
Mathias Will ist Mitglied im Berufsverband Bildender Künstler (BBK) sowie in der Internationalen Gesellschaft der Bildenden Künste (IGBK).